# عين الحجر (ولاية سطيف)
عين لحجر بلدية جزائرية تابعة إداريا لدائرة عين آزال بولاية سطيف تحدها شمالا بلدية قجال وشرقا بلدية التلة وغربا بلدية بئر حدادة وجنوبا بلديتي عين آزال وبيضاء برج وهي بلدية تعدادها السكاني حوالي 34 338 نسمة نشاطهم الاقتصادي الزراعة وتربية الماشية.